# ساحة الحرية (بيلو هوريزونتي)

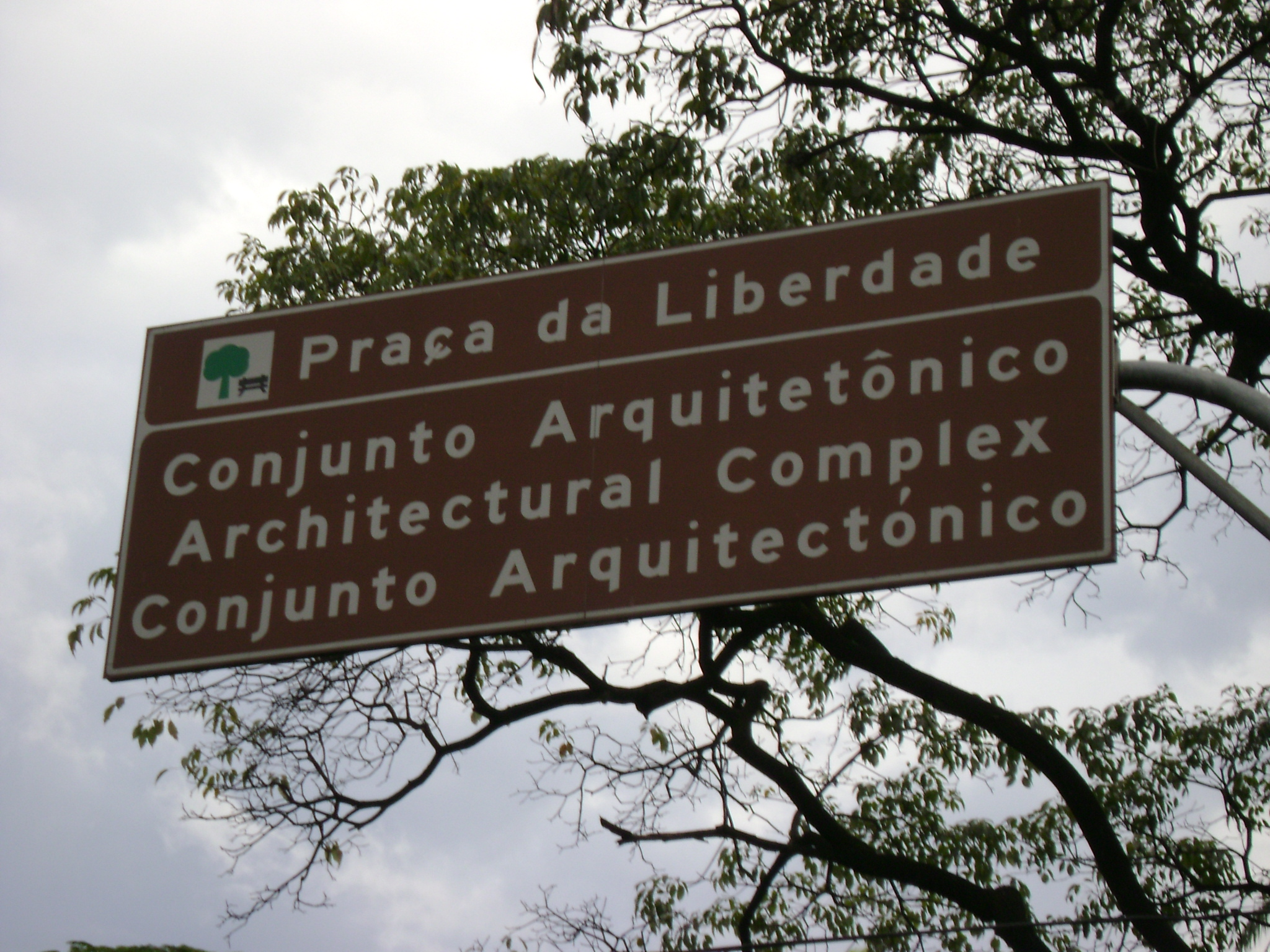
علامة طرقية

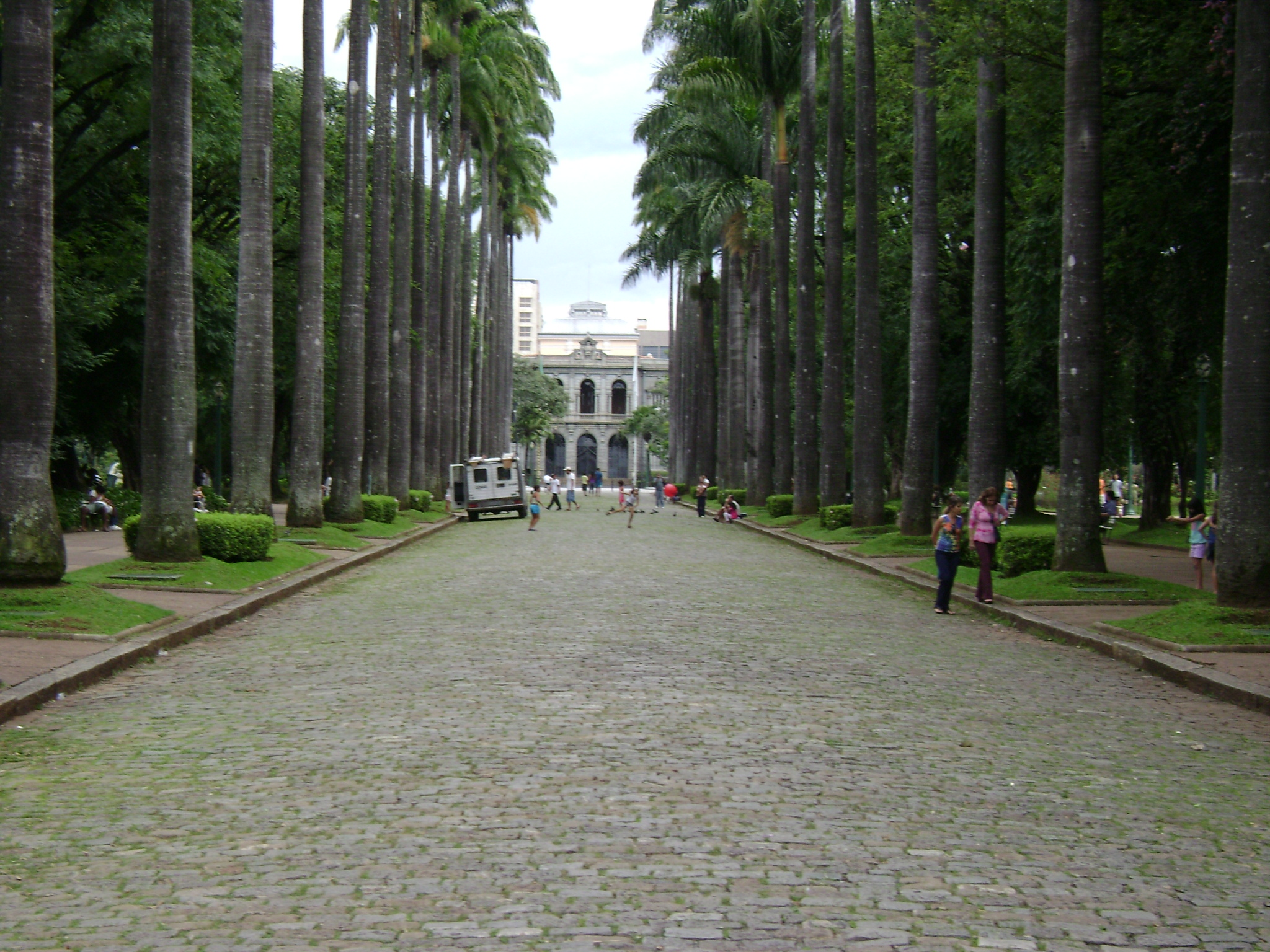
الساحة العامة

ساحة الحرية (بالبرتغالية: Praça da Liberdade براسا دا ليباهدادجي) هي ساحة مهمة في مدينة بيلو هوريزونتي البرازيلية. هي مجمع منزهي ومعماري يسجل تاريخ مدينة بيلو هوريزونتي. 

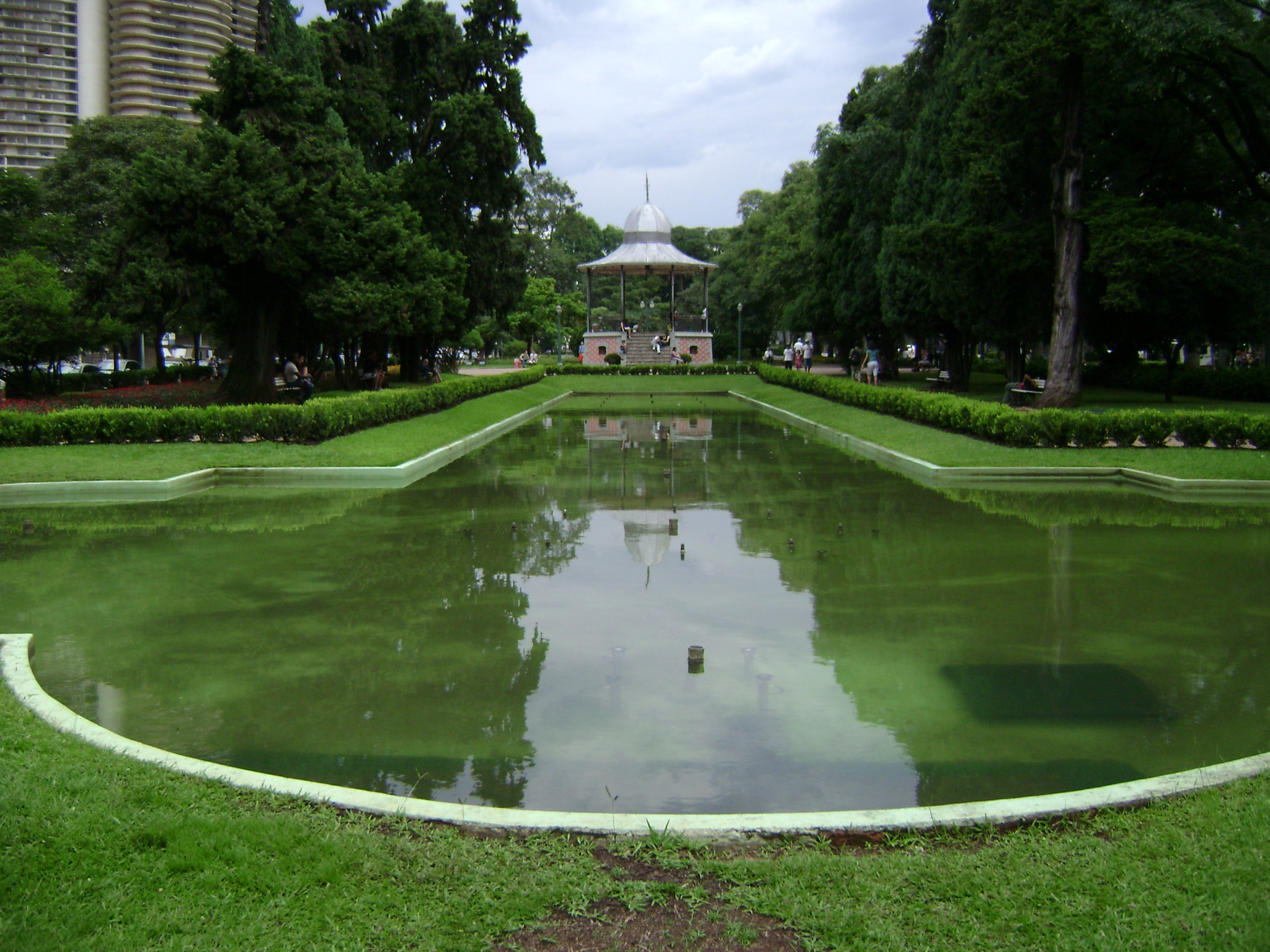
الميدان
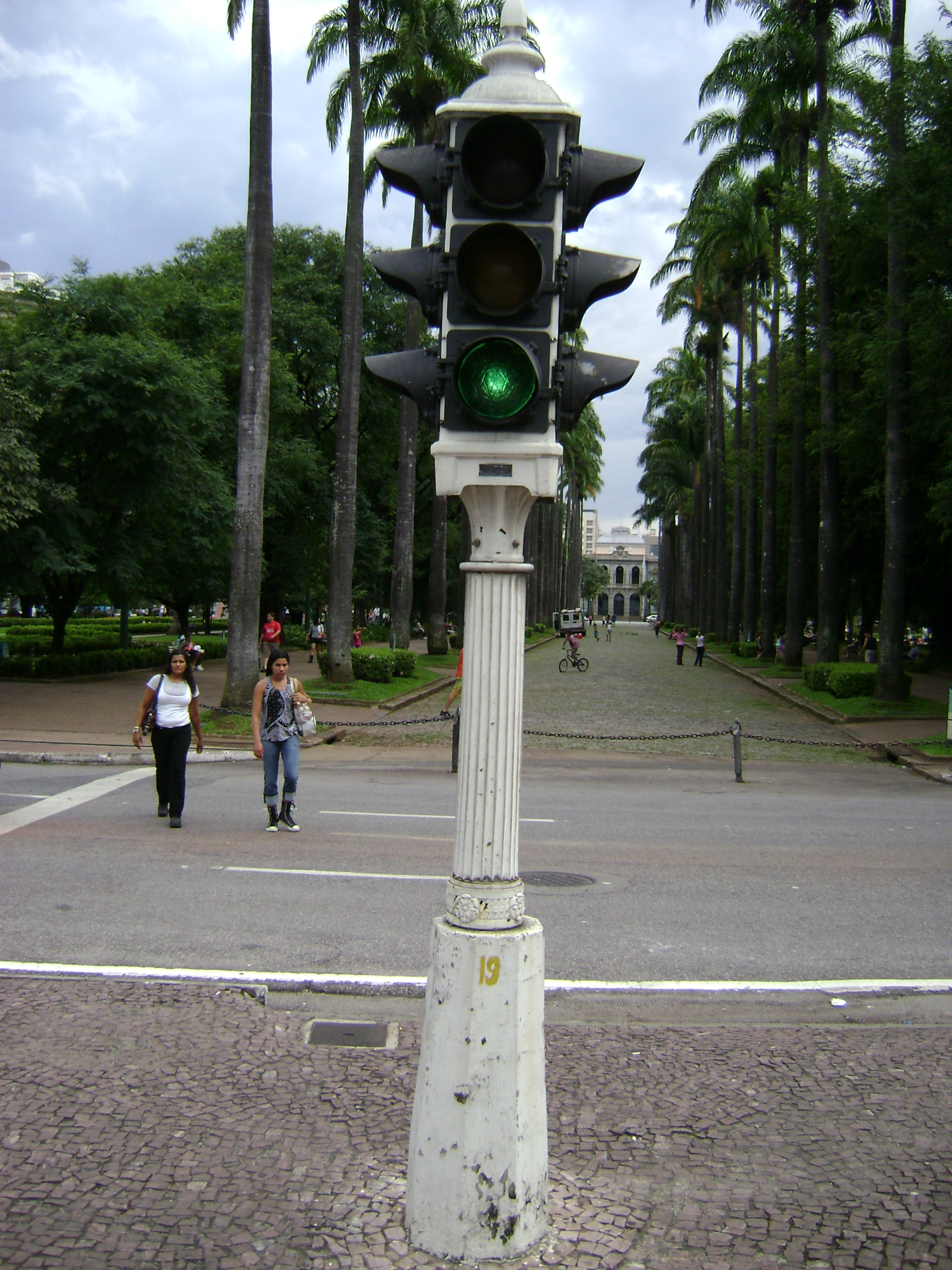
إشارة المرور
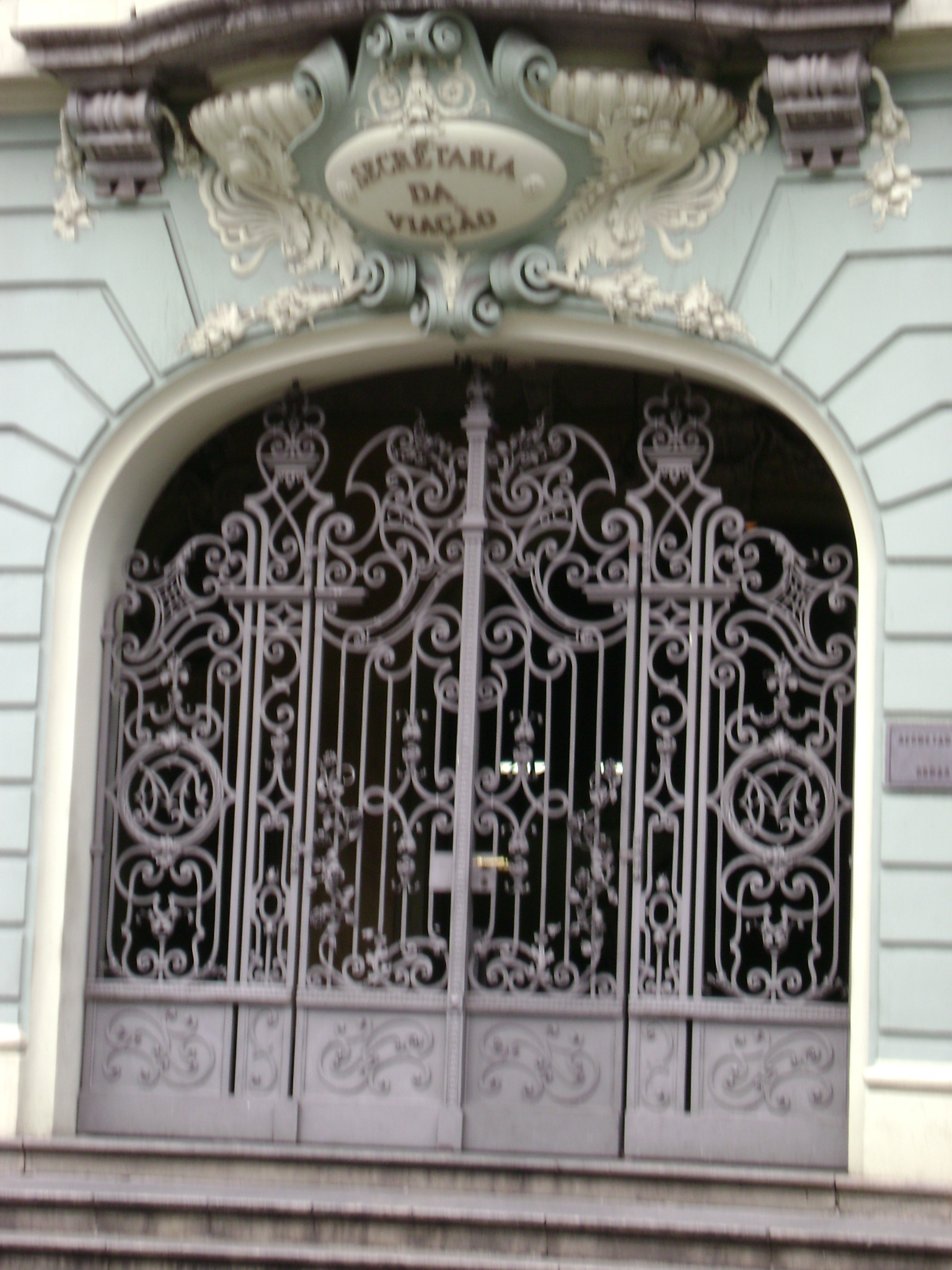
وزارة الطرق المدنية
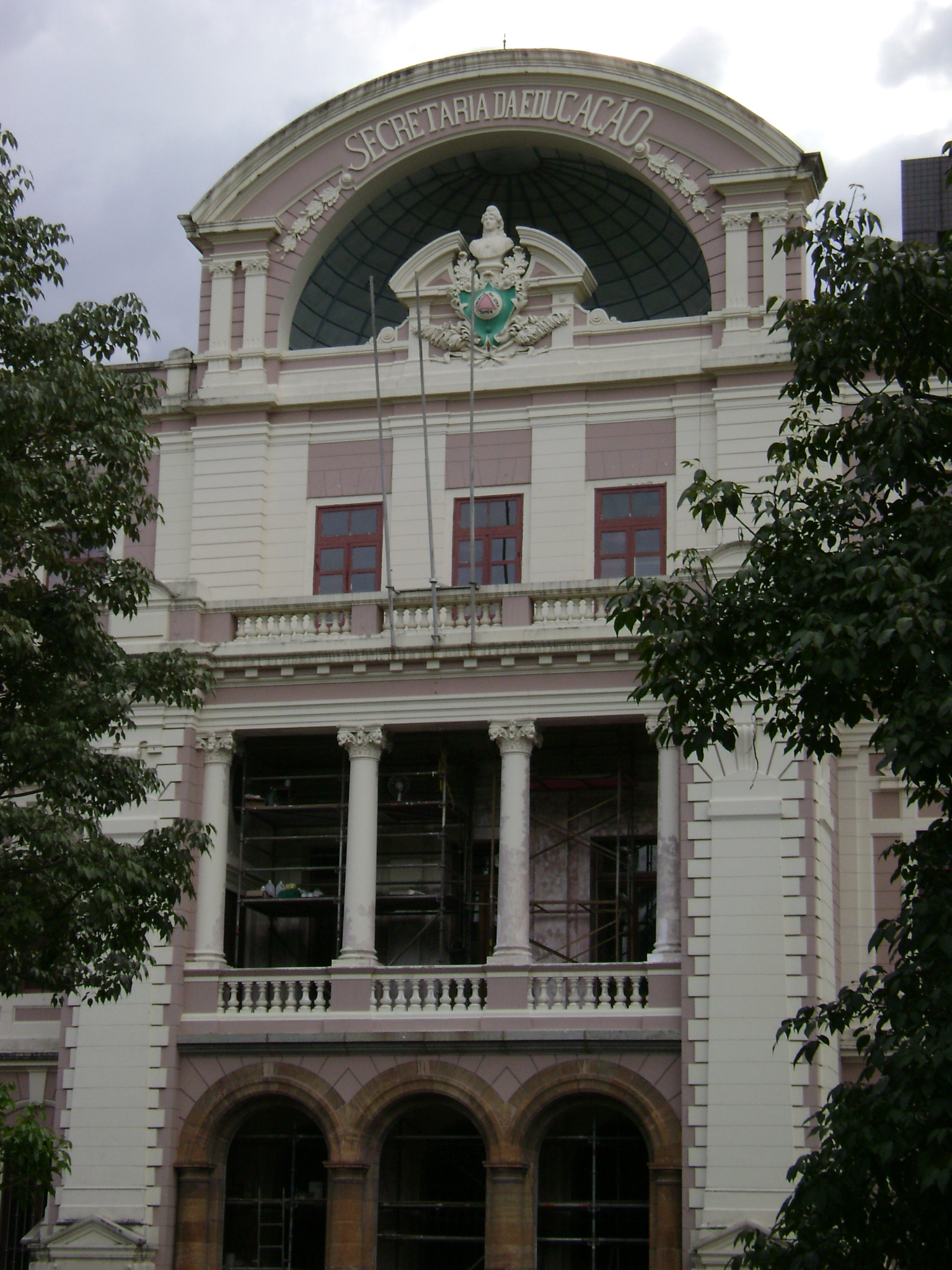
وزارة التعليم
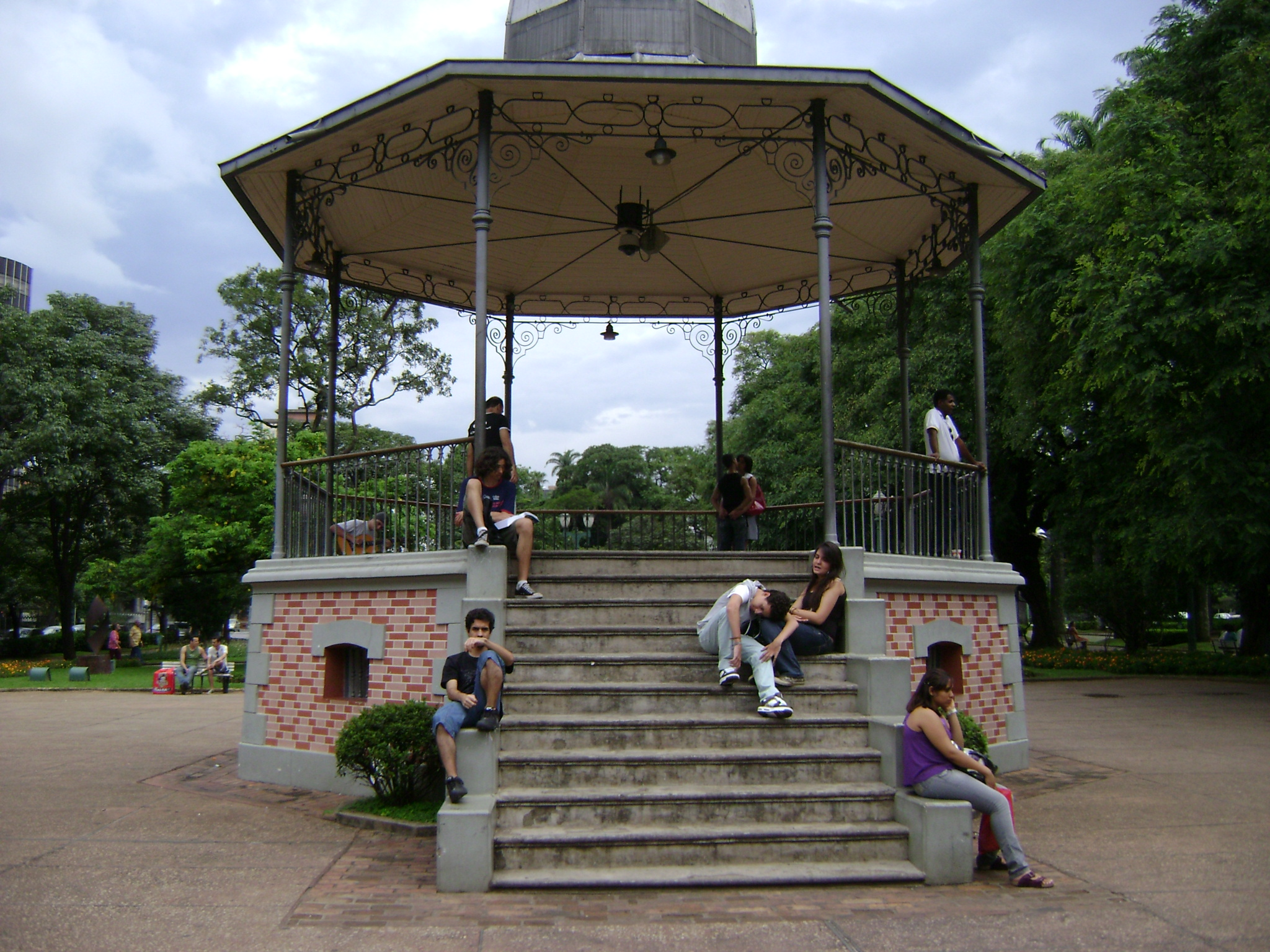
مقصورة فى حديقة
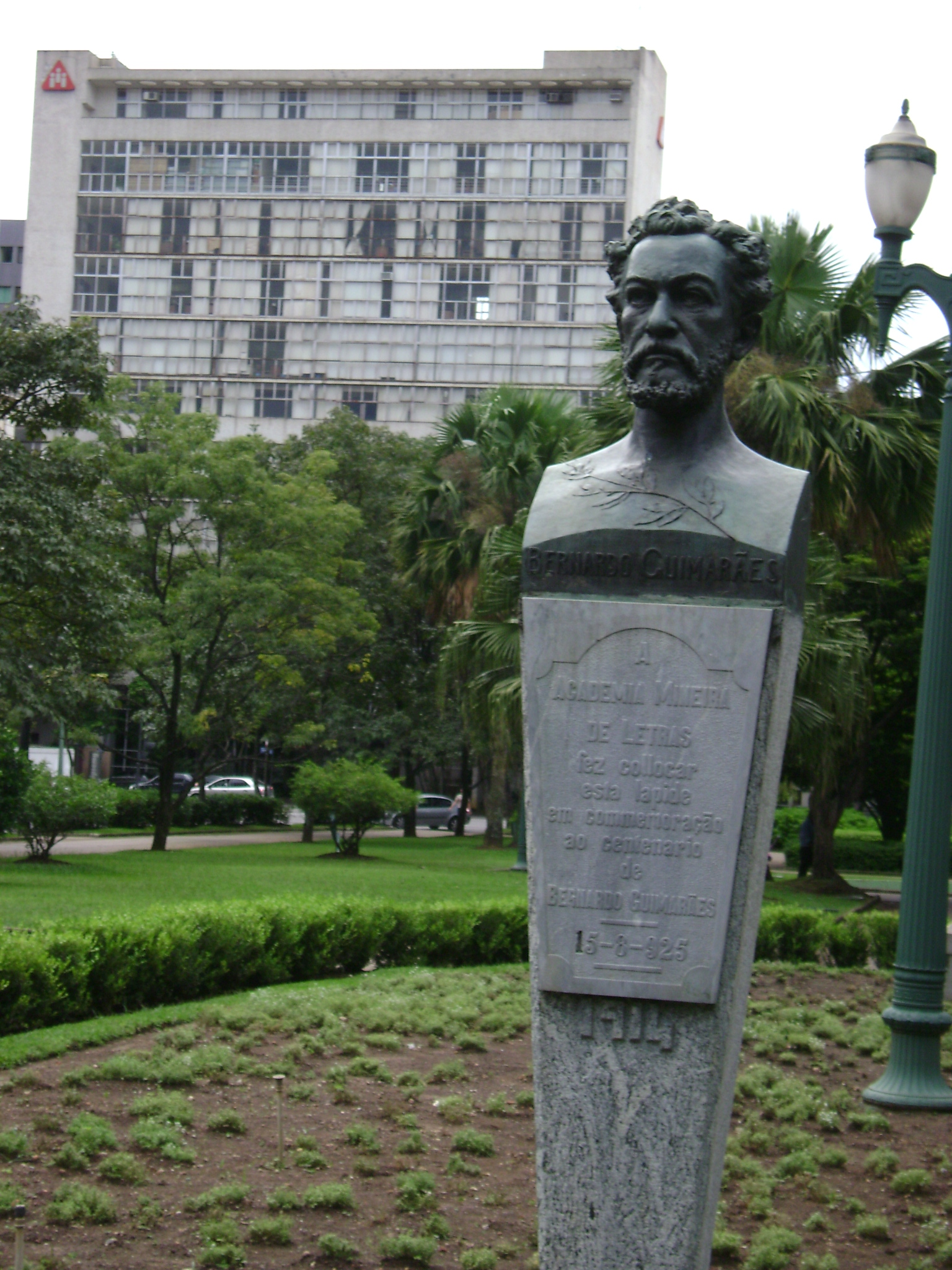
برناردو غيمارايز
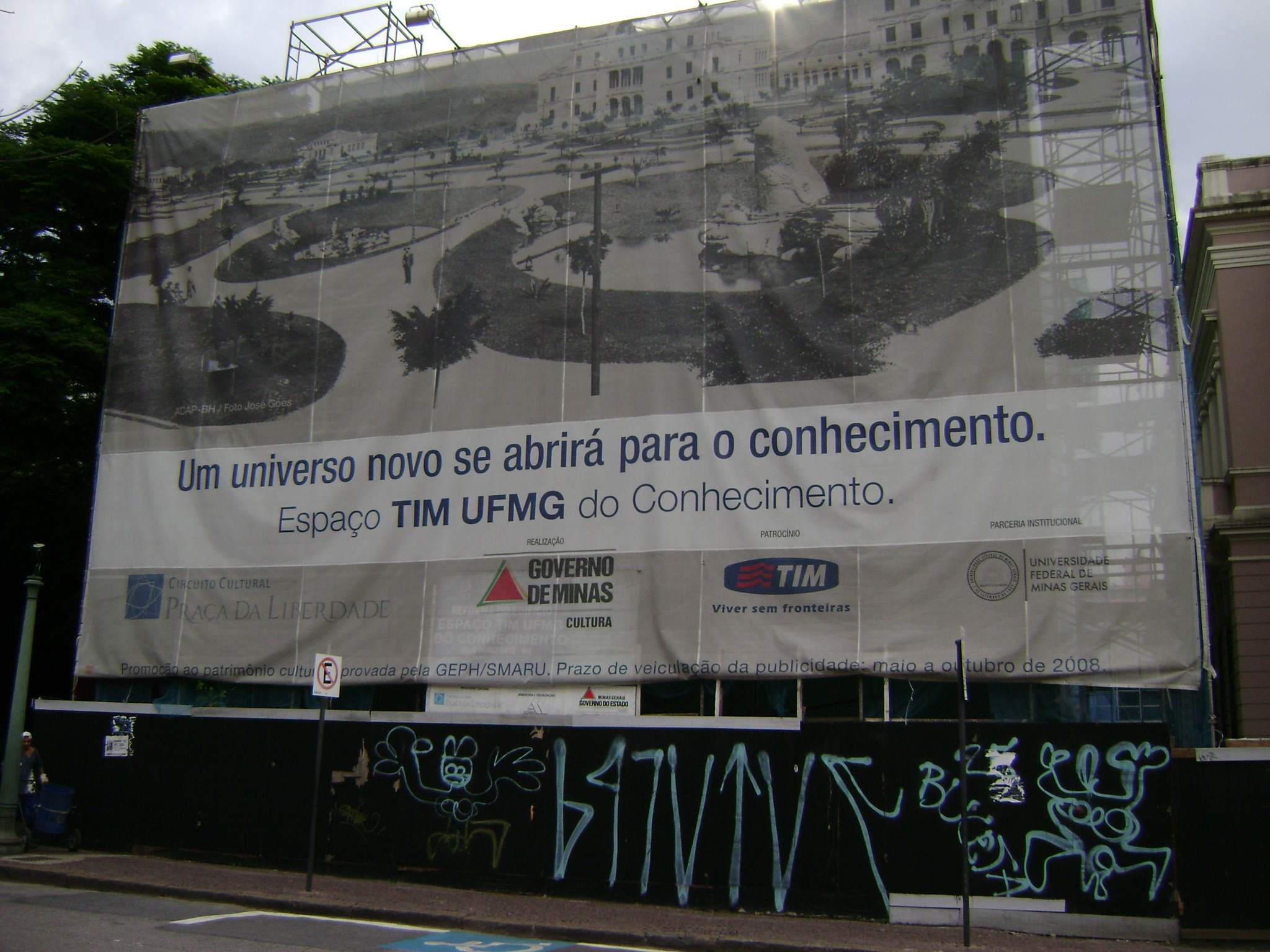
ساحة جامعة ميناس جيرايس الاتحادية للمعرفة
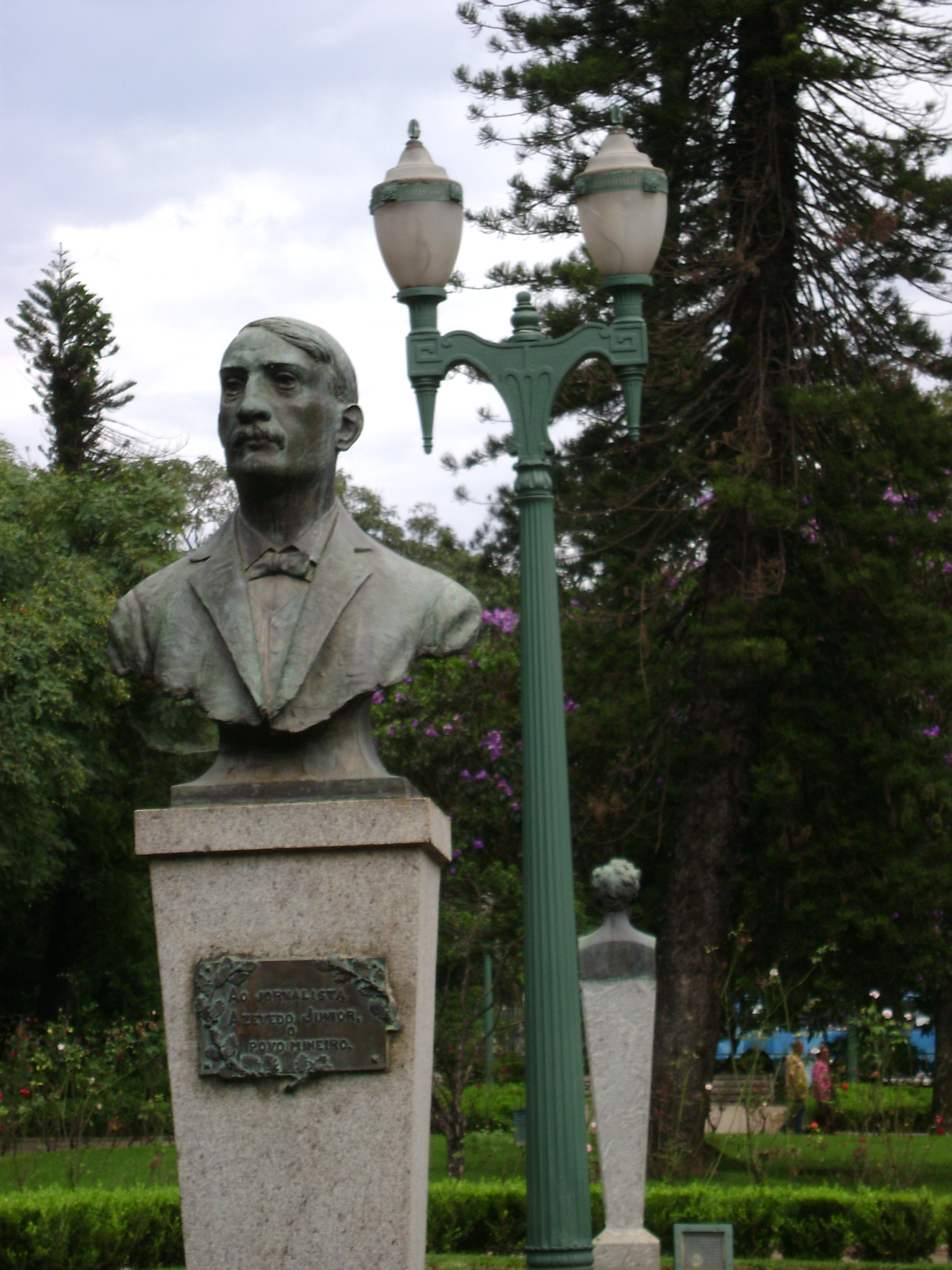
تمثال للصحفي جوزا ماريا تاشايرا دجي أزاڤادو جونيور José Maria Teixeira de Azevedo Junior
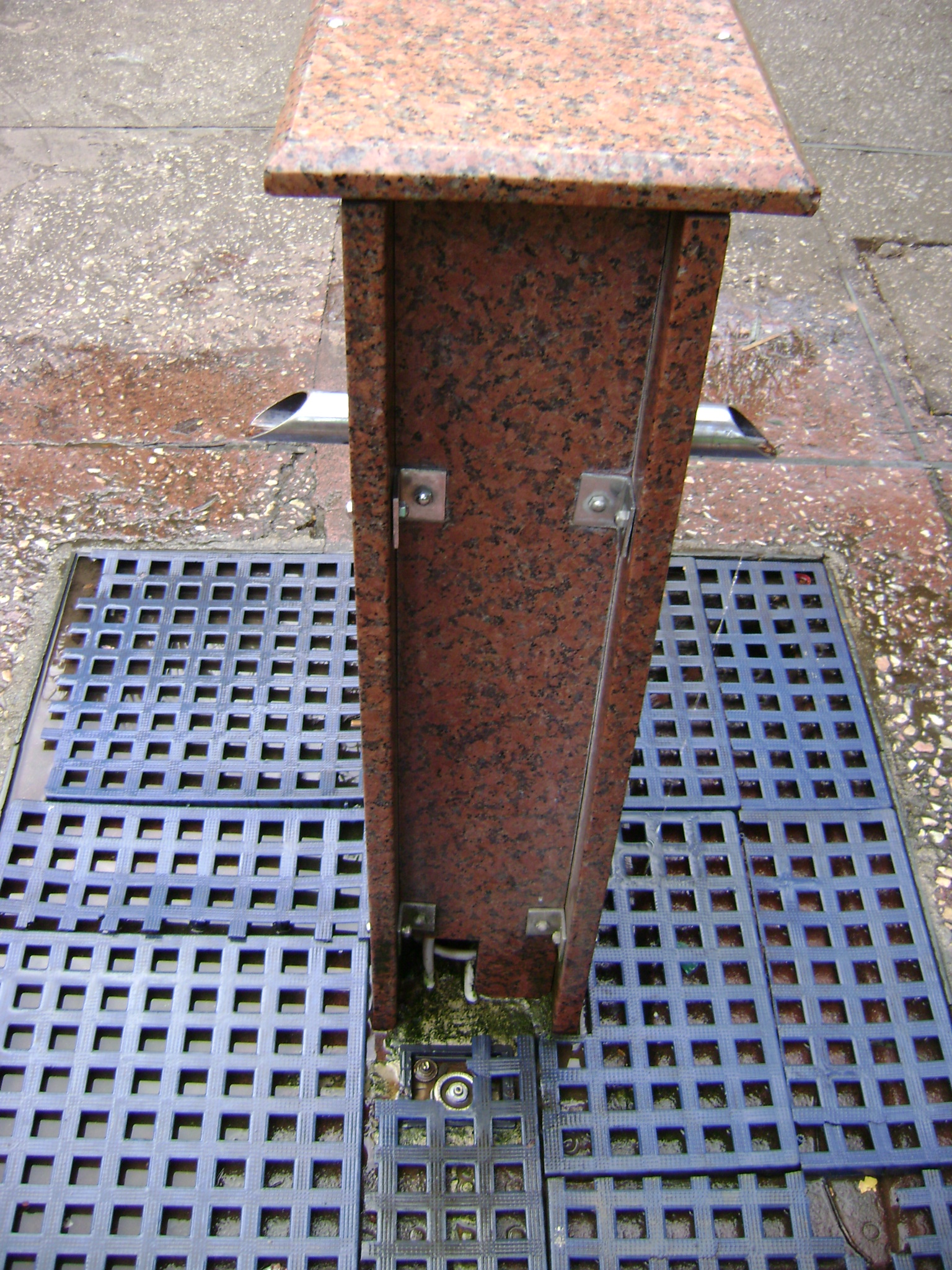
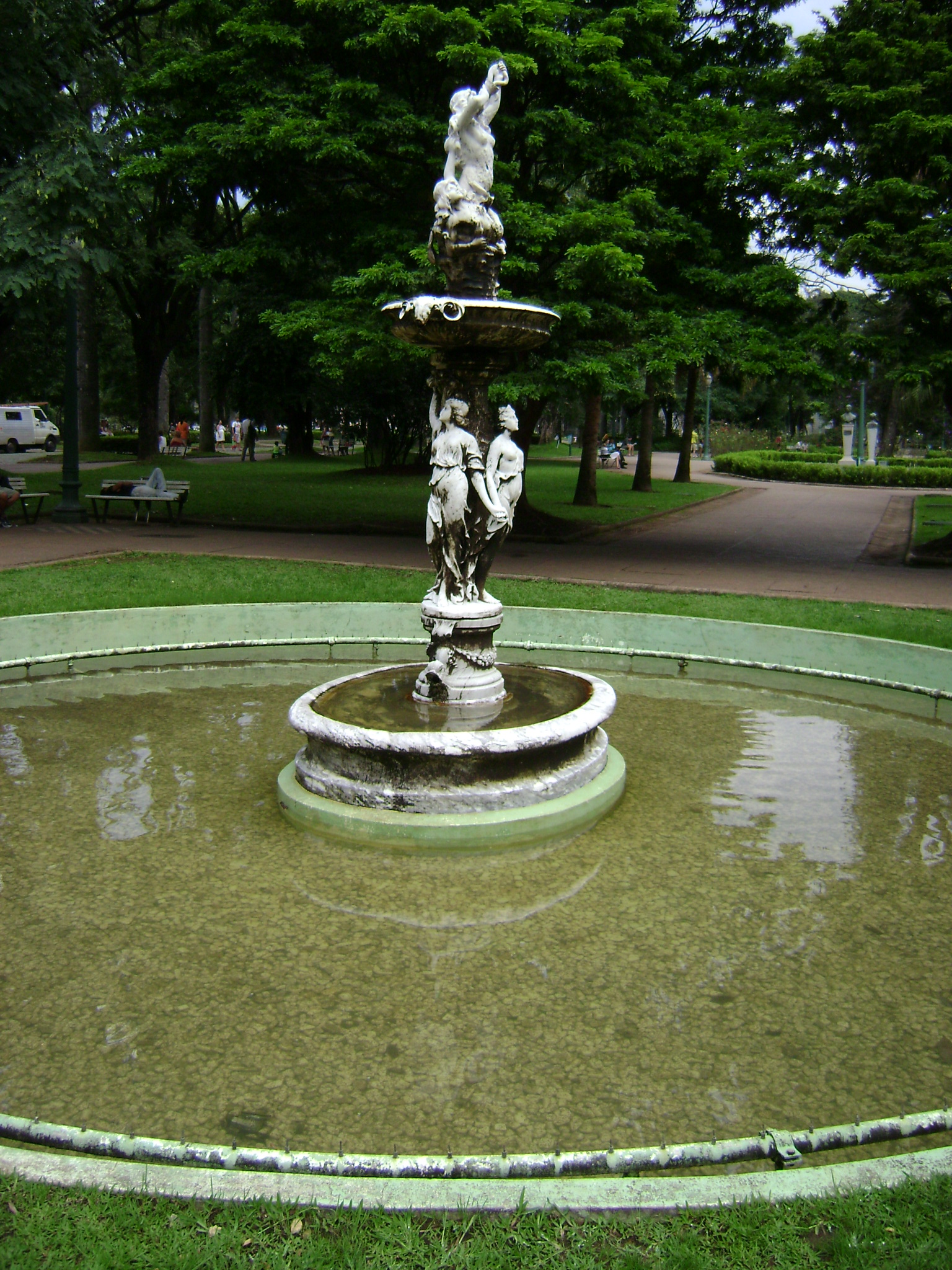
نافورة